# Ride, Vaquero!
Ride, Vaquero! is een Amerikaanse western uit 1953 onder regie van John Farrow. Destijds werd de film in Nederland uitgebracht onder de titel Texas onder terreur.

## Verhaal
De pionier Cameron trekt met zijn vrouw Cordelia naar Brownsville in het zuiden van Texas. Een boevenbende onder leiding van de broers José en Rio Esquedo wil niet dat het land wordt gekoloniseerd en ze steken zijn boerderij in brand. Cameron kan Rio uiteindelijk overreden om voor hem te komen werken. Zijn broer José geeft zich echter niet zomaar gewonnen.

## Rolverdeling
| Acteur          | Personage                |
| --------------- | ------------------------ |
| Robert Taylor   | Rio                      |
| Ava Gardner     | Cordelia                 |
| Howard Keel     | King Cameron             |
| Anthony Quinn   | José Constantino Esqueda |
| Kurt Kasznar    | Pastoor Antonio          |
| Ted de Corsia   | Sheriff Parker           |
| Charlita        | Zangeres                 |
| Jack Elam       | Barton                   |
| Walter Baldwin  | Adam Smith               |
| Joe Dominguez   | Vincente                 |
| Frank McGrath   | Pete                     |
| Charles Stevens | Vaquero                  |
| Rex Lease       | Hulpsheriff              |
| Tom Greenway    | Hulpsheriff              |